# 至高指令
《至高指令》是日本漫畫家Esuno Sakae所作的少年漫畫作品，於《月刊少年Ace》2011年11月號開始連載。在《未來日記》完成後的最新作。於發售的第7冊書腰上宣佈電視動畫化的消息，2016年4月15日開始播放。

## 故事簡介
這是一個從世界毀滅開始的故事——星宮映司，曾經許下了「毀滅世界」的願望。十年前，世界遭受原因不明的大規模破壞而一度瀕臨滅亡。那其實是映司年幼時的「願望」，在偶然間實現所造成的後果！
具有將「願望」化作「能力」的能力者「ORDER」正橫行於世界。而在與轉學生紅鈴相遇後，映司的命運將大幅動盪！

## 登場角色

### 主要人物
星宮映司（聲：森田成一）
本作的主角，就讀九州地區天草市的男性高中生。10年前許下「世界支配」的願望，希望建立一個拯救妹妹性命以及支配天下的世界，找到其父之後想起了自己真正的願望是「替妹妹承擔痛苦」。
拘束的支配者
能將走過的地方都化為自己的「領土」，在「領土」範圍內的有機物或無機物都能進行絕對的控制（包括操控人的行動、改變重力、將空氣變成牆等等），被支配的對象能無視物理法則的被操作和命令。弱點是無法支配人的心靈，或是發動能力後在映司的意識上和現實情況不相同時無法及時產生對應。
在能力發動過程中，映司以命令形式說出的話語都會被當成命令來施行，因此常出現即使不是映司的本意也會照常執行的情況。
根據DAISY的講法，現在這能力在「領土」內的效果已經被限幅到只有原來的一萬分之一。
願望是「支配世界」。能力的映像是被拘束具束縛著在「領土」的怪物。
紅鈴（聲：三上枝織）
附帶著紅色與粉紅色的雙馬尾、帶著胸花的美少女轉學生，真實身份為某組織派來監視映司的特務，兩親死在10年前的大破壞而與映司有殺父母之仇，故試圖殺害映司，失敗後被映司的能力控制。
再生之炎（リバースファイア）
不死、再生的能力。在能力者受到致命傷之際會自動將其恢復，在主動控制下也能加快復原速度，對其他人或無機物也有效。但是對本來就有的舊傷或疾病則沒有效果。
星宮瀨奈（聲：久野美咲）
映司的妹妹，與映司非常親密。因為是映司的爸爸星宮源內與再婚對象所帶來的孩子，所以沒有血緣關係。事實上是10年前許下「毀滅世界」的元凶。
實際上因能力失控而造成 「大破壞」

### 願望實現者
DAISY（聲：三咲麻里）
10年前開始，在世界各地突如其來、聽取特定人們的願望並給予與其相應的能力的謎之存在。以有著銀色長髮、星形瞳孔的少女姿態出現。
她的誕生與目的全部是個謎，自身表現得像是實現願望的「精靈」一樣的存在。對於映司的願望好像抱持著強烈的興趣，不時會與他進行接觸。
星宮源内（聲：鶴岡聰）
是星宮映司的父親。也是製作出DAISY的人。

### 太宰府政廳
聯合國暫定統治機構的九州支部。12世紀以前還存的太宰府政廳建築物，在大破壞後進行復原並作為支配九州的據點。

#### 十人眾
不僅是太宰府政廳的最高幹部，同時全員也都是強大的能力者。雖然為了創造新世界，在各自意志之下受映司支配，但是全員也不一定要誓下完全的忠誠。
不破雷同（聲：宮本充）
「第一席」，階級為中佐。
能力：休戰協定
能讓戰鬥行為強制停止。
願望是「和平」。
鳴神辨慶（聲：立木文彥）
「第二席」，階級為中佐。
能力：荒御魂
能把打碎的物體轉換為粒子狀態
願望是「成為世界最強」
柊義經（聲：立花慎之介）
「第三席」
能力：鷽替え神事
能夠將事實變成謊言，發生過的事情變成從來沒有發生過。
壹與（聲：田所梓）
「第四席」
能力：満点の星読み人
100%命中的紙張算命。
根原大系（聲：平松廣和）
「第五席」
能力：自己犠牲爆弾
羅琳·萊特（聲：石井真）
「第六席」
能力：Skyfish Free
飛行能力。
草木國土（聲：若本規夫）
「第七席」
源寧寧（聲：内田彩）
「第八席」，很少說話的少女。 
能力：並行世界の眠り姫
支配夢的世界的能力。
久能瑪莉（聲：早見沙織）
「第九席」
能力：歪曲する怪光線
操縱光的能力。
寸斷殺人（聲：林勇）
「第十席」
能力：密室の殺人教唆
空間移動能力。

#### 其他成員
亞伯拉罕·路易·弗蘭（聲：新垣樽助）
為紅鈴失態而善後的冷酷將校。為了讓失去的家人復生而抱着野心。能夠停止3個物體或人本身的時間。特徵是胳膊上有4個手錶。 
能力：絕對時鐘
停止時間能力。

### 聯合國暫定統治機構
葉鳥半藏（聲：置鮎龍太郎）
松平不昧（聲：大川透）
柳生十兵衛（聲：稻田徹）
百鬼百太郎（聲：岩田光央）

### 其他
磯部首相（聲：平松広和）
平景清（聲：原田瞳）
白拍子黑子（聲：淺野麻由美）

## 出版書籍
| 卷數 | 角川書店                     | 角川書店                                      | 台灣角川       | 台灣角川               |
| 卷數 | 發售日期                     | ISBN                                          | 發售日期       | ISBN                   |
| ---- | ---------------------------- | --------------------------------------------- | -------------- | ---------------------- |
| 1    | 2011年12月21日               | ISBN 978-4-04-120091-9                        | 2013年1月11日  | ISBN 978-986-325-186-6 |
| 2    | 2012年6月21日                | ISBN 978-4-04-120246-3                        | 2013年5月10日  | ISBN 978-986-325-402-7 |
| 3    | 2012年12月21日               | ISBN 978-4-04-120522-8                        | 2013年7月20日  | ISBN 978-986-325-500-0 |
| 4    | 2013年7月23日                | ISBN 978-4-04-120779-6                        | 2014年3月8日   | ISBN 978-986-325-862-9 |
| 5    | 2014年2月26日                | ISBN 978-4-04-121011-6                        | 2014年11月15日 | ISBN 978-986-366-250-1 |
| 6    | 2014年8月26日                | ISBN 978-4-04-102016-6                        | 2015年5月22日  | ISBN 978-986-366-520-5 |
| 7    | 2015年2月26日                | ISBN 978-4-04-102785-1                        | 2015年10月19日 | ISBN 978-986-366-778-0 |
| 8    | 2015年10月3日 2015年10月26日 | ISBN 978-4-04-102872-8 ISBN 978-4-04-102871-1 | 2016年5月26日  | ISBN 978-986-473-078-0 |
| 9    | 2016年3月26日                | ISBN 978-4-04-104098-0                        | 2017年1月19日  | ISBN 978-986-473-489-4 |
| 10   | 2016年9月26日                | ISBN 978-4-04-104793-4                        | 2017年12月20日 | ISBN 978-957-853-164-2 |

## 動畫
2015年10月3日發售的漫畫單行本第8卷限定版收錄1話OVA，電視動畫則於2016年春開始播放。 

### 製作人員
- 原作：Esuno Sakae（少年Ace連載，KADOKAWA Comics Ace刊）
- 監督：鎌仲史陽
- 系列構成、劇本：高山克彥
- 人物設定：小島智加
- 3D造型、道具設計：江田惠一
- 美術監督：青山直樹
- 美術設定：長澤順子
- 色彩設定：福谷直樹
- 攝影監督：武原健二
- CG監督：河村遼
- 編集：伊藤潤一
- 音響監督：鶴岡陽太
- 音響效果：倉橋裕宗
- 音響製作：樂音舍
- 音樂：Evan Call（Elements Garden）
- 音樂製作：Lantis
- 音樂監製：齋藤滋、吉江輝成、臼倉龍太郎
- 監製：伊藤敦
- 動畫監製：平松巨規
- 動畫製作：asread[2]
- 製作：至高指令製作委員會

### 主題曲
OVA
主題曲
作詞：YUI，作曲：紫煉、Gight，編曲：紫煉、Gight、橘堯葉、妖精帝國，主唱：妖精帝國
電視動畫
片頭曲「DISORDER」
作詞：YUI，作曲：橘堯葉，編曲：橘堯葉、妖精帝國，主唱：妖精帝國
片尾曲
作詞、作曲、主唱：畑亞貴，編曲：加藤達也
劇中曲
（第5話）
作詞、作曲：岡部尚子，唄：山口みかん姫 With SHOWA

### 各話列表
| 話數     | 日文標題        | 中文標題                 | 劇本     | 分鏡              | 演出       | 作畫監督                                       | 總作畫監督 |
| OVA      | OVA             | OVA                      | OVA      | OVA               | OVA        | OVA                                            | OVA        |
| -------- | --------------- | ------------------------ | -------- | ----------------- | ---------- | ---------------------------------------------- | ---------- |
| 第0話    |                 | 拘束之支配者             | 高山克彥 | 鎌仲史陽          | 鎌仲史陽   | 小島智加 渡邊佳奈子                            | 小島智加   |
| 電視動畫 |                 |                          |          |                   |            |                                                |            |
| 第1話    | BIG destruction | 指令！覺醒吧，惡之力！   | 高山克彥 | 鎌仲史陽          | 鎌仲史陽   | 岡田萬衣子、小島智加 渡邊佳奈子                | 不適用     |
| 第2話    | BIG examination | 指令！飛奔，不要猶豫！   | 高山克彥 | 廣嶋秀樹 鎌仲史陽 | 廣嶋秀樹   | 渡邊佳奈子                                     | 不適用     |
| 第3話    | BIG strategy    | 指令！計略執行！         | 高山克彥 | 上坪亮樹          | 上坪亮樹   | 吉岡毅、高木弘樹 岸本誠司、加藤優 山岡信一     | 不適用     |
| 第4話    | BIG grudge      | 指令！前往怨嘆之中！     | 高山克彥 | 葛谷直行          | 葛谷直行   | 山本善哉                                       | 平山英嗣   |
| 第5話    | BIG betrayal    | 指令！別忘了，願望！     | 高山克彥 | 伊藤達文          | 山本天志   | 稻津辰宣、高橋敦子                             | 小島智加   |
| 第6話    | BIG connect     | 指令！連接吧，靈魂！     | 高山克彥 | 岡村正弘          | 備前克彥   | 渡邉慶子、濱口頌平 竹村南、 長尾未來、阿曾仁美 | 小島智加   |
| 第7話    | BIG belief      | 指令！守護吧，信念！     | 高山克彥 | 國崎友也          | 國崎友也   | 岡田萬衣子、塚田浩 岡田豐廣、平馬浩司 吉田肇   | 不適用     |
| 第8話    | BIG battle      | 指令！加速，前往戰地！   | 高山克彥 | 久保山英一        | 久保山英一 | 山本彩、高木弘樹 岸本誠司、加藤優              | 平山英嗣   |
| 第9話    | BIG revelation  | 指令！揭露吧，真相！     | 高山克彥 | 岡村正弘          | 岡村正弘   | 扇多惠子、日下岳史                             | 渡邊佳奈子 |
| 第10話   | BIG distortion  | 指令！戰鬥吧，相信自己！ | 高山克彥 | 鎌仲史陽          | 鎌仲史陽   | 小島智加、平山英嗣                             | 不適用     |

## 外部連結
- 至高指令 | Ethno Sakae （页面存档备份，存于）（日語）
- 動畫官方網站 （页面存档备份，存于）（日語）
- 動畫「至高指令」&「未来日記」的X（前Twitter）（日語）